# Theresa Andrews
Theresa Andrews (* 25. August 1962 in New London, Connecticut) ist eine ehemalige US-amerikanische Schwimmerin.
Sie wurde bei den Olympischen Spielen 1984 in Los Angeles Olympiasiegerin über 100 m Rücken und mit der 4 × 100-m-Lagenstaffel der USA. Die erste Goldmedaille widmete sie ihrem Bruder, der seit einem Radunfall behindert ist.
Nach ihrer Karriere arbeitete sie als Sozialarbeiterin mehrere Jahre in einer Hautklinik.